# Monsters en co.
Monsters en co. (Engels: Monsters, Inc.) is een Amerikaanse animatiefilm uit 2001 onder regie van Peter Docter, Lee Unkrich en David Silverman. Het is de vierde grote film van Pixar Animation Studios. De film werd uitgebracht door Walt Disney Pictures.

## Verhaal
Het verhaal begint in een andere wereld, die geheel bevolkt wordt door monsters. Centraal in deze wereld staat de fabriek Monsters en co., waar energie wordt opgewekt om alles in de monsterwereld draaiende te houden. Deze energie wordt verkregen uit de angstkreten van kinderen. De werknemers van het bedrijf hebben tot doel kinderen bang te maken om zo deze angstkreten te verzamelen. Hiertoe reizen ze via speciale deuren naar de slaapkamers van kinderen. De monsters beschouwen dit werk zelf als zeer gevaarlijk, daar ze van mening zijn dat kinderen een gevaar voor hen vormen. Daarom wordt elk contact met kinderen zo veel mogelijk vermeden. Een speciale eenheid, de Child Detection Agency (CDA), houdt streng toezicht op alle deuren.
Het gaat echter niet goed met het bedrijf want veel kinderen zijn tegenwoordig niet zo snel meer bang te maken. De CEO van Monsters en co., Henry J. Waternoose, heeft dan ook steeds meer moeite de fabriek draaiende te houden.
De beste medewerker van het bedrijf is Sulley, een groot harig monster. Op een dag volgt een klein meisje hem per ongeluk naar de monsterwereld. Voor hij haar kan terugsturen, wordt de deur naar haar kamer terug naar de opslagruimte gestuurd. Sulley is nu gedwongen haar verborgen te houden. Hij doet dit met behulp van zijn vriend en collega Mike Wazowski. De twee ontdekken al snel dat alle verhalen over dat kinderen giftig zouden zijn niet op waarheid berusten. De twee geven het meisje de naam "Boo", en proberen een manier te vinden om haar terug te sturen naar huis. Tot die tijd vermommen ze haar als een monster.
De twee worden tegengewerkt door Randall Boggs, een monster dat al lange tijd probeert de beste werknemer van Monsters en co. te worden. Mike en Sulley ontdekken een plan van Boggs om kinderen te ontvoeren naar de monsterwereld in de hoop zo de energieproductie weer op te schroeven. Ze vertellen dit aan Waternoose, maar die blijkt ook in het complot te zitten. Hij laat Mike en Sulley verbannen naar de mensenwereld om te voorkomen dat ze zijn plan onthullen, en neemt Boo gevangen.
De twee belanden in de Himalaya, maar kunnen met behulp van een yeti terugkeren naar de monsterwereld. Ze redden Boo, en haasten zich naar de opslagruimte van alle deuren. Daar vindt een wilde achtervolging plaats tussen Mike, Boo, Sulley en Boggs. Uiteindelijk kan Sulley Boggs overmeesteren, en stuurt hem door een deur naar een caravan in een moeras. Vervolgens vernietigt hij de deur zodat Boggs niet kan terugkeren. Daarna confronteert Sulley Waterreus, en zorgt ervoor dat hij zijn plan voor het ontvoeren van kinderen hardop opbiecht. Hij wordt gearresteerd door de CDA. Nadien brengt Sulley Boo terug naar huis, waarna de CDA de deur naar Boo’s kamer laat vernietigen.
Sulley en Mike nemen de leiding over Monsters en co. over, en laten het bedrijf een heel nieuwe richting inslaan. In plaats van kinderen bang te maken, moeten monsters hen voortaan vermaken. De twee hebben namelijk ontdekt dat gelach meer energie oplevert dan een angstkreet. Op een dag onthult Mike aan Sulley dat hij in het geheim de deur naar Boo’s kamer heeft gerepareerd. Op het eind keert Sulley terug naar Boo’s kamer.

## Rolverdeling
| Personage                                                                       | Taal              | Taal                                    | Taal                          |
| Personage                                                                       | Originele versie  | Nederlandse versie                      | Vlaamse versie                |
| ------------------------------------------------------------------------------- | ----------------- | --------------------------------------- | ----------------------------- |
| James P Sullivan (Engels: James P. Sullivan) (Sulley)                           | John Goodman      | Jack Wouterse                           | Vic De Wachter                |
| Michael Wazowski (Mike) (Vlaams: Mikey)                                         | Billy Crystal     | Kasper van Kooten                       | David Verbeeck                |
| Randy Boggs (Randall)                                                           | Steve Buscemi     | Laus Steenbeeke                         | Marc Van Eeghem               |
| Boe / Mary                                                                      | Mary Gibbs        | Linsey Omanette                         | Lena Matthijs                 |
| Mijnheer Waterreus (Engels: Henry J. Waternoose)                                | James Coburn      | Huib Broos                              | Herbert Flack                 |
| Celia Mae                                                                       | Jennifer Tilly    | Anneke Beukman                          | Barbara Sarafian              |
| Trees (Engels: Roz)                                                             | Bob Peterson      | Nelly Frijda                            | Anke Helsen                   |
| De verschrikkelijke sneeuwman (Vlaams: Yeti) (Engels: The Adominable Snow Man)  | John Ratzenberger | Frans van Deursen                       | Wim Opbrouck                  |
| Paddie (Vlaams: Zwam) (Engels: Fungus)                                          | Frank Oz          | Bram Biesterveld                        | Warre Borgmans                |
| Needleman en Smitty (Vlaams: Sullige arbeiders) (Engels: Needleman, and Smitty) | Dan Gerson        | Reinder van der Naalt en John de Winter | Wim Opbrouck en Koen Van Impe |
| Floor Manager                                                                   | Steve Susskind    | Arnold Gelderman                        | Pieter Embrechts              |
| Mevrouw Burdine Flint                                                           | Bonnie Hunt       | Marloes van den Heuvel                  | Veerle Eyckermans             |
| Willem Walg (Fluimpie) (Vlaams: Gal) (Engels: Thaddeus Bile)                    | Jeff Pidgeon      | Stan Limburg                            | Gunther Lesage                |
| George Sanderson                                                                | Samuel Lord Black | Bram Bart                               | Hans Van Cauwenberghe         |

De overige Nederlandse stemmen zijn ingesproken door: Beatrijs Sluijter, Theo van Gogh, Dieter Jansen, Kees Prins, Stan Limburg, Bram Bart, Reinder van der Naalt, Saskia Broerse, Barbara Straathof, Monique Tesselaar, Arnold Gelderman, Vincent van Rooijen en Arjan Ederveen. De Nederlandse nasynchronisatie is geregisseerd door Arnold Gelderman en vertaald door Jan Derk Beck.

## Achtergrond

### Andere media
- Een mangaversie van Monsters en co. werd gemaakt door Hiromi Yamafuji, en uitgebracht door Kodansha's Comic Bon Bon tijdschrift.
- Feld Entertainment maakte een Monsters, Inc. versie voor de Disney on Ice-shows. Deze show was van 2003 tot 2007 te zien.
- De film diende als basis voor enkele videospellen.

### Notities
- In Pixarfilms is het inmiddels een traditie 3D-modellen uit andere films in hun films te verwerken. Zo bevat de kamer van Boo speelgoed uit Toy Story, zoals Jessie, en plastic visjes van Finding Nemo. Ook is de bal uit de Pixar Klassieker Luxo Jr te zien. Verder is ook een Pizza Planet truck uit Toy Story met de caravan uit Een luizenleven te zien.
- De scène waarin de beste gillenopvangers in slow motion komen aangelopen, is afgeleid van de film Armageddon. In beide films speelt Steve Buscemi mee (in deze film weliswaar alleen als stemacteur) en in beide films loopt hij op dezelfde positie.

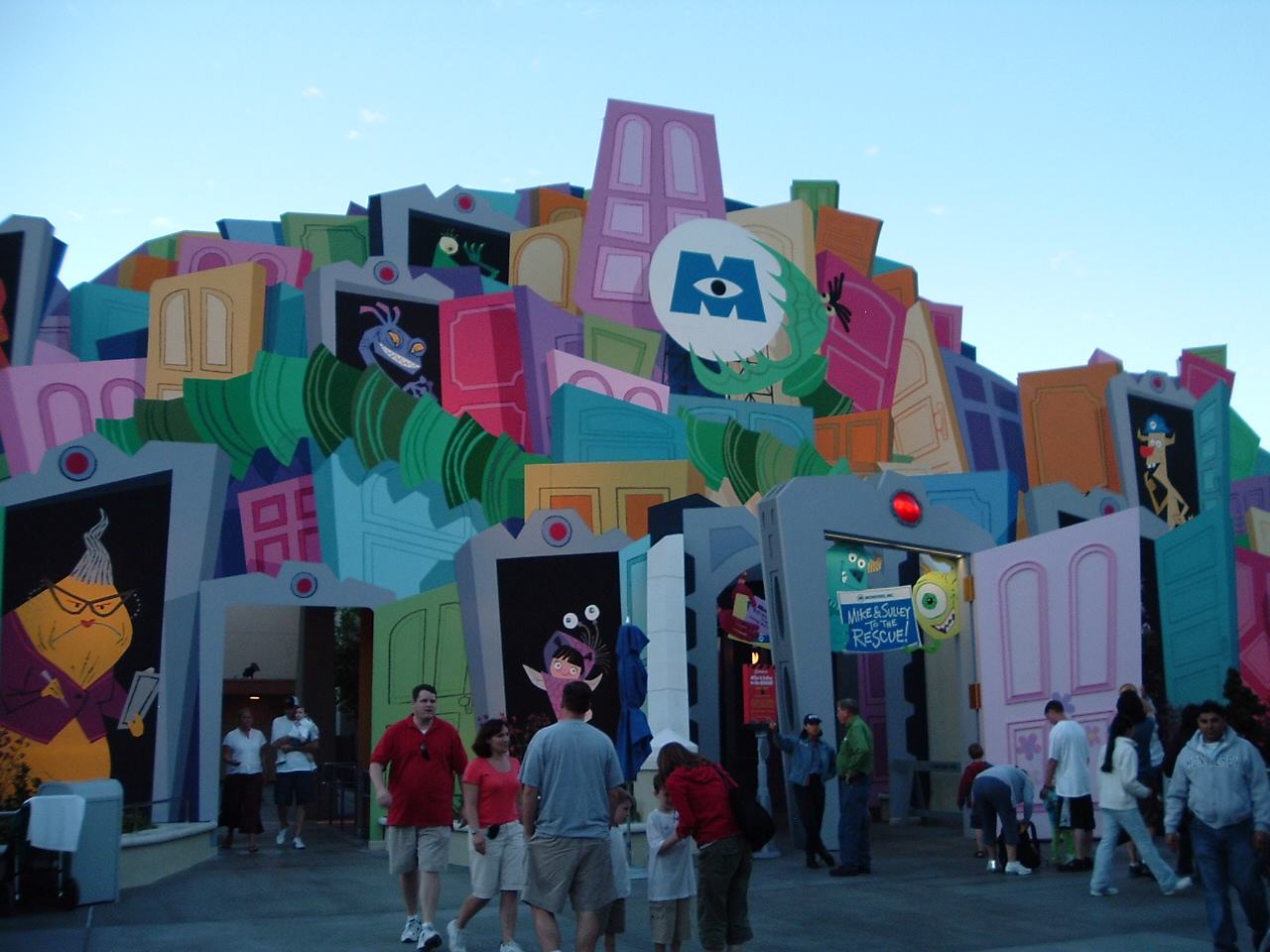
Voorgevel van Monsters, Inc. Mike & Sulley to the Rescue!

- De echte naam van Boo is Mary.

### Disney-attracties
Er zijn wereldwijd twee Disney-attracties te vinden omtrent Monsters en co.: Monsters, Inc. Mike & Sulley to the Rescue! en Monsters, Inc. Ride & Go Seek.

### Korte film
De film kreeg een vervolgfilmpje getiteld Mike's New Car. Deze werd niet in de bioscopen vertoond, maar staat als extra op de dvd-versie van Monsters en co.

### Filmmuziek
De muziek van de film werd gecomponeerd door Randy Newman, en omvat de volgende nummers:
1. "If I Didn't Have You" (Zonder iemand als jij)
2. "Monsters, Inc."
3. "School"
4. "Walk to Work"
5. "Sulley and Mike"
6. "Randall Appears"
7. "Enter the Heroes"
8. "The Scare Floor"
9. "Oh, Celia!"
10. "Boo's Adventures in Monstropolis"
11. "Boo's Tired"
12. "Putting Boo Back"
13. "Boo Escapes"
14. "Celia's Mad"
15. "Boo Is a Cube"
16. "Mike's in Trouble"
17. "The Scream Extractor"
18. "Sulley Scares Boo"
19. "Exile"
20. "Randall's Attack"
21. "The Ride of the Doors"
22. "Waternoose is Waiting"
23. "Boo's Going Home"
24. "Kitty"
25. "If I Didn't Have You"

## Televisieserie
In november 2017 sprak Bob Iger, CEO van Disney, over plannen om een spin-off te maken van de film van Monsters en co. om het als televisieserie te ontwikkelen, naast andere eigendommen van het bedrijf. In november 2018 werd de serie bevestigd voor Disney+ en zou het verhaal van de vorige films worden voortgezet. Op 9 april 2019 werd aangekondigd dat Goodman, Crystal en Tilly zouden terugkeren als respectievelijk Mike, Sulley en Celia voor de serie. Peterson keert terug als Trees (Roz) en vertolkt ook haar tweelingzus Roze. 
Extra castleden zijn onder meer Ben Feldman als Tylor Tuskmon, Mindy Kaling als Val, Henry Winkler als Fritz, Lucas Neff als Duncan, Alanna Ubach als Cutter, Stephen Stanton als Needleman en Smitty (ter vervanging van Gerson), en Aisha Tyler als Tylor's moeder Millie. 
Daarnaast keert Ratzenberger terug als Yeti en vertolkt hij ook Tylors vader Bernard. De serie begint de dag na de arrestatie van Mijnheer Waterreus (Waternoose) en volgt Tylor die hoopt gepromoveerd te worden naar de Lach Vloer (Laugh Floor).
In 2021 na 20 jaar van het verschijnen van de film werd de serie, Monsters aan het werk (Monsters at Work) op 7 juli 2021 uitgezonden.

## Prijzen en nominaties
De film werd genomineerd voor 43 prijzen, waarvan hij de volgende 12 won:
2002:
- De ASCAP Award voor Top Box Office Films
- Een Academy Award voor beste originele lied
- De BAFTA Children’s Award voor beste film
- De Bogey Award in Silver
- De Golden Trailer voor beste familie/animatie
- De Hochi Film Award voor beste buitenlandstalige film
- De PFCS Award voor beste animatiefilm
- De World Soundtrack Award voor beste originele lied voor een film

2003:
- De Annie Award voor Outstanding Character Animation
- De DVD Premiere Award voor beste menu-ontwerp
- De Grammy Award voor beste lied voor een film
- De Golden Satellite Award voor Best Youth DVD

De film werd ook genomineerd voor Academy Awards in de categorieën Beste Animatiefilm, Beste muziek en beste geluidsmontage.